# Великі Деревичі
Великі Деревичі (раніше — Деревичі) — село в Україні, у Любарській селищній територіальній громаді Житомирського району Житомирської області. Чисельність населення становить 865 осіб (2001). До 1923 року — центр Деревицької волості, у 1923—2017 роках — адміністративний центр колишньої однойменної сільської ради.

## Загальна інформація
Розташоване за 12 км від Любара, за 20 км від залізничної станції Печанівка, за 3 км від автошляху Козятин—Ямпіль, на річці Деревичка.

## Населення
Станом на 1885 рік в селі мешкало 1 123 особи, налічувалося 127 дворових господарств.
Наприкінці 19 століття кількість населення становила 1 229 осіб, дворів — 204 (1887).
Відповідно до результатів перепису населення Російської імперії 1897 року, загальна кількість мешканців села становила 1 664 особи, з них: православних — 1 606, чоловіків — 820, жінок — 844.
У 1906 році у селі налічувалося 1 914 мешканців, дворів — 317, у 1911 році — 2 001 особа, у 1923 році — 443 двори та 2 180 мешканців.
Відповідно до перепису населення СРСР 17 грудня 1926 року, чисельність населення становила 2 144 особи, з них 1 029 чоловіків та 1 115 жінок; етнічний склад: українців — 2 132, росіян — 1, євреїв — 6, поляків — 5. Кількість домогосподарств — 479, з них несільського типу — 4.
Станом на 1972 рік кількість населення становила 1 706 осіб, дворів — 542.
Відповідно до результатів перепису населення СРСР, кількість населення, станом на 12 січня 1989 року, становила 1 123 особи. Станом на 5 грудня 2001 року, відповідно до перепису населення України, кількість мешканців села становила 865 осіб.

### Мова
Розподіл населення за рідною мовою за даними перепису 2001 року:
| Мова            | Кількість | Відсоток |
| --------------- | --------- | -------- |
| українська      | 853       | 98.61%   |
| російська       | 11        | 1.27%    |
| інші/не вказали | 1         | 0.12%    |
| Усього          | 865       | 100%     |

## Історія
На території виявлено залишки поселень трипільської і черняхівської культур, скіфського періоду та давньоруського городища X—XIII століть. Відоме з XVII століття. Згадується в акті від 7 грудня 1601 року як село Луцького повіту, власність князя Януша Острозького, сплюндроване татарами. Також згадане 22 листопада 1702 року у рішенні військового суду, яким засуджено селян містечка Деревичі за наміри взяти участь у козацькому повстанні. Селом володіли князі Острозькі, від 1753 року — Любомирські, після них — Швейковські, Кордиші, Стемпковські.
У другій половині 19 століття — село Деревицької волості Новоград-Волинського повіту, на річці Деревичці, за 90 верст від Житомира, за 74 версти від Новограда-Волинського, за 25 верст від найближчої залізничної станції Полонне, за 10 верст від поштової станції у Любарі. Дерев'яна церкву з такою ж дзвіницею, невідомо коли й ким збудована, реконструйована 1877 року за кошти священника й вірян. При церкві 107 десятин землі. Було народне училище Міністерства народної просвіти, волосна управа. Дворів 179, вірян 1 468. Сусідні парафії: Любар (10 верст), Борушківці (2 версти), Кіпчинці (2 версти), Гізівщина (4 версти). Землевласників 382, власницьких земель 246 десятин. Власність Прушинських, раніше Стемповських та Ярошинського. У 1867 році було 79 дворів.
Станом на 1885 рік — колишнє власницьке село Деревицької волості Новоград-Волинського повіту Волинської губернії, за 70 верст від повітового міста. Були 2 церковні парафії, 2 заїзди, школа, водяний млин.
Наприкінці 19 століття — село Деревицької волості Новоград-Волинського повіту, на річці Деревичка, за 80 верст від Новограда-Волинського, за 10 верст від поштової станції у Любарі та 25 верст залізничної станції у Полонному. Були церковна парафія, волосна управа, школа, млин. Власність Журавських, яким перейшло через віно; мають 1 206 десятин. Селянської землі 1 251 десятина, фільварочної — 1 240.
У 1906 році — село Деревицької волості (5-го стану) Новоград-Волинського повіту Волинської губернії. Відстань до повітового центру, м. Новоград-Волинський, становила 76 верст. Найближче поштово-телеграфне відділення розміщувалося у Любарі.
Станом на 1911 рік — волосний центр, були земська поштова станція, однокласна школа, фельдшерський пункт, горілчана та мануфактурна крамниці, водяний млин, потужністю 300 тисяч пудів річного перемолу. Журавським належало 1 269 десятин землі.
У березні 1921 року, в складі волості, увійшло до новоутвореного Полонського повіту Волинської губернії. У 1923 році включене до складу новоствореної Великодеревичівської сільської ради, яка, 7 березня 1923 року, увійшла до складу новоутвореного Полонського району Шепетівської округи, адміністративний центр ради. Розміщувалося за 18 верст від районного центру, містечка Полонне. 21 серпня 1924 року, відповідно до постанови ВУЦВК «Про зміни в адміністративно-територіальному поділі Волині», село, в складі сільської ради, передане до Любарського району Житомирської (згодом — Волинська) округи. 17 червня 1925 року Любарський район передано до складу Бердичівської округи. Відстань до районного центру, міст. Любар — 10 верст, до окружного центру в Бердичеві — 75 верст, до найближчої залізничної станції Миропіль — 18 верст.
Під час організованого радянською владою Голодомору 1932—1933 років померло щонайменше 133 жителі села.
На фронтах Німецько-радянської війни воювали 235 селян, з них 136 загинули, 185 нагороджені орденами й медалями. У 1952 році на їх честь в центрі села споруджено пам'ятник.
У радянські часи в селі розміщувалася центральна садиба колгоспу, який обробляв 2 451 га угідь, з них 2162 га — рілля. У господарстві вирощували озиму пшеницю, ячмінь, цукрові буряки, виробляли свинину. 52 колгоспники нагороджені орденами й медалями СРСР.
В селі були середня школа, будинок культури, дві бібліотеки, медпункт, дитячі ясла, відділення зв'язку, універмаг, продовольчий магазин.
30 грудня 1962 року село, в складі сільської ради, передане до Дзержинського району, 4 січня 1965 року повернуте до складу відновленого Любарського району Житомирської області.
10 березня 2017 року увійшло до складу Любарської селищної територіальної громади Любарського району Житомирської області. Від 19 липня 2020 року, разом з громадою, в складі новоствореного Житомирського району Житомирської області.